# Tranvia Aversa-Albanova
La tranvia Aversa-Albanova fu l'ultima realizzata fra le cosiddette tranvie provinciali napoletane. Attivata nel 1912, la linea collegava Aversa con Casal di Principe, località che dal 1928 al 1946 fece parte di un comune denominato Albanova.
La funzione di collegamento suburbano verso Napoli conferì alla tranvia un traffico consistente che si mantenne tale fino alla seconda guerra mondiale; le distruzioni belliche prima e una mutata politica, non più favorevole al trasporto su ferro, portarono a una difficile situazione economica per la società esercente fino alla definitiva chiusura della linea, avvenuta nel 1960.

## Storia

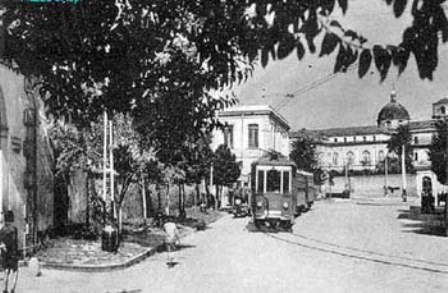
Aversa - San'Anna

La costruzione della tranvia fu autorizzata con Regio decreto n.303 del 25 luglio 1910, con il quale la Société Anonyme des Tramways Provinciaux (SATP) diventava concessionaria della quarta e ultima linea.
Tale azienda, la cui costituzione era stata promossa dall'imprenditore belga Édouard Otlet, era infatti già concessionaria delle tranvie per Caivano, Aversa e Frattamaggiore.
Per la costruzione e l'esercizio della tranvia i comuni interessati si erano costituiti nel Consorzio per la costruzione ed esercizio della tramvia elettrica Aversa-Casal di Principe, il cui statuto era stato approvato con Regio decreto DXXIV del 24 novembre 1907.
L'inaugurazione della Aversa-Albanova avvenne il 21 maggio 1912.
Il periodo fra le due guerre, pur caratterizzato dalle inevitabili difficoltà economiche, fu relativamente tranquillo per la SATP, che intraprese un programma di profondo rinnovamento degli impianti e acquisì nuovo materiale rotabile, avviando la ricostruzione di quello preesistente. In conseguenza di tali rinnovamenti l'Azienda Trasporti Comunale di Napoli (ATCN) il 31 marzo 1929 acquisì l'esercizio delle sole Tranvie del Nord, mentre fu mantenuta l'indipendenza delle linee SATP.
Il 27 gennaio 1957 si costituì a Napoli la società Tranvie Provinciali di Napoli (TPN), cui la SATP trasferì l'intero patrimonio e le concessioni di esercizio delle proprie linee. La nuova azienda avviò un piano di graduale sostituzione dei servizi tranviari con autolinee e filovie, avvalendosi in tal senso dei contributi economici resi disponibili dalla legge n. 1221 del 2 agosto 1952. Tale piano fu in seguito approvato con Decreto ministeriale n. 3158 del 9 dicembre 1959.
L'esercizio della tratta Albanova-Frignano cessò il 5 agosto 1959, mentre la restante tratta fino ad Aversa fu soppressa il 7 marzo 1960.

## Caratteristiche tecniche
|  |  |  | Continuation backward |

|  |  |  | Straight track | Unknown route-map component "uexKBHFa" |

|  |  |  | Station on track | Unknown route-map component "uexHST" |

|  |  | Unknown route-map component "uexSTR+l" | Unknown route-map component "emKRZu" | Unknown route-map component "uexSTRr" |

|  |  | Unused straight waterway | Continuation forward |  |

|  |  | Unknown route-map component "uexHST" |

|  | Unknown route-map component "exCONTgq" | Unknown route-map component "uexmKRZ" | Unknown route-map component "exBHFq" | Unknown route-map component "exCONTfq" |

| Unknown route-map component "uexBHF" |

| Unused urban continuation forward |

La linea, lunga 8,344 km, rappresentava un prolungamento della tranvia Napoli-Aversa, sebbene l'esercizio rimase sempre separato rispetto a quest'ultima a causa del tracciato indipendente dei due impianti.

### Percorso
Il capolinea meridionale, ad Aversa, era ubicato nelle adiacenze del deposito-officina della SATP; da qui il binario prendeva la direzione di Frignano per poi raggiungere Albanova ove, a Trentola, veniva intersecata la ferrovia Alifana.
Il percorso piegava poi verso nord, sovrappassando la ferrovia Villa Literno-Cancello e dunque nuovamente a ovest dove, servita la stazione di San Marcellino-Frignano, il binario proseguiva alla volta del capolinea, posto a nord, in posizione più centrale, rispetto alla stazione di Albanova.

## Materiale rotabile
L'esercizio a vapore fu garantito dalla presenza di un parco di diciassette locomotive a vapore, a due e a tre assi, di costruzione Krauss.
Accanto alle locomotive, della dotazione d'origine facevano parte diverse carrozze rimorchiate, che nel 1898 risultavano pari a 48 esemplari.
In occasione dell'avvio dei servizi a trazione elettrica furono acquistate in più serie 56 elettromotrici dei costruttori Baume et Marpent, Carrosserie Industrielle, Ditta Preston e Officine Ferroviarie Meridionali, che fecero servizio sia con carrozze riconvertite risalenti al periodo del vapore, sia con rimorchiate di nuova costruzione. Alcuni di tali rotabili, pesantemente danneggiati durante i bombardamenti del 1943, furono in seguito totalmente ricostruiti. Negli ultimi anni di esercizio la SATP si avvalse inoltre di sette elettromotrici tranviarie urbane noleggate dall'ATAN di Napoli.
Tutte le elettromotrici videro, negli anni venti, la cassa verniciata nello schema castano e isabella che le accomunava ad altri veicoli interurbani ferrotranviari.